# Estación Santa Cecilia (Transmetro Guatemala)
La Estación Santa Cecilia es una de las estaciones del eje sur del Transmetro de la Ciudad de Guatemala.
Está ubicada sobre la Avenida Bolívar antes de llegar al sector conocido como El Trébol.
- Datos: Q21002827